# Wagneronota
Wagneronota is een geslacht van kevers uit de familie oliekevers (Meloidae).
Het geslacht is voor het eerst wetenschappelijk beschreven in 1935 door Denier.

## Soorten
Het geslacht omvat de volgende soort:
- Wagneronota aratae (Berg, 1883)